# 叙州
叙州（じょしゅう）は、中国にかつて存在した州。北宋から元代にかけて、現在の四川省宜賓市一帯に設置された。

## 概要
1114年（政和4年）、北宋により戎州は叙州と改称された。叙州は潼川府路に属し、宜賓・南渓・宣化・慶符の4県を管轄した。
1281年（至元18年）、元により叙州は叙州路と改められた。叙州路は四川等処行中書省に属し、宜賓・南渓・宣化・慶符の4県と富順州・高州の2州を管轄した。
1373年（洪武6年）、明により叙州路は叙州府と改められた。叙州府は四川省に属し、直属の宜賓・南渓・慶符・富順・長寧・興文・隆昌の7県と高州に属する筠連・珙の2県、合わせて1州9県を管轄した。
清のとき、叙州府は四川省に属し、宜賓・南渓・慶符・富順・長寧・興文・隆昌・屏山・高・筠連・珙の11県と馬辺庁・雷波庁の2庁を管轄した。
1913年、中華民国により叙州府は廃止された。